# Кузьмичёв, Александр Станиславович
Алекса́ндр Станисла́вович Кузьмичёв (30 августа 1966, Пучеж, Ивановская область) — российский государственный деятель. Председатель Ивановской городской Думы.

## Карьера
- С 1985 по 1987 годы проходил срочную военную службу в Вооруженных Силах СССР.
- В 1990 году окончил с отличием исторический факультет Ивановского государственного университета по специальности «историк, преподаватель истории».
- С 1990 по 1993 годы — аспирантура Ивановского государственного университета. Во время учёбы работал сторожем отдела вневедомственной охраны при ОВД Октябрьского райисполкома города Иванова, контролёром, сторожем отдела охраны при ОВД Октябрьского райисполкома города Иваново.
- С 1992 по 1994 годы — контролёр охраны Ивановского маргаринового завода. С февраля 1994 года — старший администратор, заведующий гостиницей базы отдыха «Малинки» Ивановского масложирового комбината.
- С 1993 по 1994 годы — преподаватель кафедры истории и культуры России Ивановского государственного университета.
- С 1995 годы — директор, генеральный директор туристического комплекса «Малинки».
- С октября 1998 года по ноябрь 1998 года — пресс-секретарь администрации города Вичуга.
- С 1998 по 1999 годы — старший преподаватель межвузовского Центра «Политической культуры интеллигенции» Ивановского государственного университета.
- С 1999 по 2008 годы — заместитель, первый заместитель главы администрации Ивановского муниципального района.
- В 2005 году — окончил юридический факультет Ивановского государственного университета.
- C 2008 по 2010 годы — начальник Департамента образования Ивановской области.
- С 2010 — Глава администрации города Иваново.
- 16 декабря 2014 года Александр Кузьмичев по своему желанию подал в отставку. В своем заявлении он написал дату своего ухода - 12 января 2015 года[1]. Позднее выяснилось, что в январе 2015 года Александр Кузьмичев должен занять пост заместителя Председателя правительства Ивановской области. В этой должности он будет курировать развитие городских округов в регионе[2].
- 13 сентября 2015 года избран депутатом Ивановской городской Думы по одномандатному избирательному округу №15, на первом пленарном заседании избран Председателем Ивановской городской Думы VI созыва.[3]
- 13 сентября 2020 года избран депутатом Ивановской городской Думы VII созыва по одномандатному избирательному округу № 20. 1 октября 2020 года на первом заседании избран Председателем Ивановской городской Думы VII созыва.

## Награды
- Награждён почётной грамотой Министерства образования и науки РФ (2005).
- Почётной грамотой губернатора Ивановской области (2007).

## Семья
Женат, воспитывает двоих детей.